# تامس وودز
تامس ئی.  "تام" وودز، جونیر (زاده ۱ اوت، ۱۹۷۲) تحلیلگر سیاسی، مورخ و نویسندهٔ آمریکایی یازده کتاب است که بعضاً در فهرست کتب پرفروش نیویورک تایمز قرار گرفته‌اند. او به طور مبسوط درباره موضوعاتی دربارهٔ تاریخ آمریکا، سیاست معاصر و اقتصاد نوشته است. او خود را لیبرترین می داند.

## آموزش
وودز عضو پیوسته ارشد مؤسسه لودویگ فن میزس است و دارای لیسانس و پی اچ دی تاریخ از دانشگاه‌های کلمبیا و هاروارد است.